# یوها تیاینن
یوها تیاینن (فنلاندی: Juha Tiainen; ۵ دسامبر ۱۹۵۵ – ۲۸ آوریل ۲۰۰۳) پرتاب‌گر چکش اهل فنلاند بود.
وی در مسابقات کشوری و بین‌المللی در مجموع برندهٔ ۱ مدال طلا شده‌است.